# Roger Pihl
Roger Pihl (født Roger Kristiansen 17. november 1954) er en norsk forfatter, reklamemand og litteraturkonsulent. Har bl.a. forfattet naturguiden Guide til Danmarks Bjerge og desuden været iværksætter, art director, tekstforfatter og daglig leder for et reklamebureau i Oslo 1987–2010. Sammen med Tor Åge Bringsværd og Eilert Sundt er han generalsekretær i Norsk Kartozoologisk Forening og tilhænger af kartozoologi. Initiativtager til foreningen Bestig Bjerge . Æresborger i Montgomery, Alabama. Alna Bydels miljøpris 2004. Æresmedlem i Ejer Bavnehøjs Venner i 2005. Grundlægger og tidligere ejer af 4 Fakta markedsanalyse (senere MMI, nu Synovate), grundlægger af softwareselskabet IT-Makeriet (nu Vitek). Fagredaktør for Store Norske Leksikon.